# Altınordu FK
Altınordu SK – turecki klub sportowy z siedzibą w Izmirze. Jedną z sekcji klubu jest sekcja piłkarska. 

## Historia
Altınordu Futbol Kulubü został założony w 1925 w Izmirze. W latach 1925–1959 uczestniczył w miejscowej lidze - İzmir Futbol Ligi, sześciokrotnie ją wygrywając. W 1937 Altınordu połączyło się dwoma innymi klubami z Izmiru: Altayem i Bucasporem tworząc Üçokspor. Po dwóch latach nastąpiło ponowne rozwiązanie klubów. W 1959 klubawansował do Militi Lig i występował w niej przez kolejne sześć lat. Po rocznej przerwie klub powrócił do tureckiej ekstraklasy w 1966 i występował w niej przez cztery lata. 
Później klub w latach 1970–78, 1979–92 występował na zapleczu ekstraklasy. Potem nastąpił spadek do niższych lig. W 2011 roku Altınordu awansował do 2. Lig.

## Sukcesy
- mistrzostwo İzmir Futbol Ligi (6): 1927, 1932, 1935, 1936, 1940, 1945.
- wicemistrzostwo Türkiye Futbol Şampiyonası (3): 1927, 1932, 1935

## Sezony
- 10 sezonów w Süper Lig: 1959-65, 1966–70.
- 29 sezony w 1. Lig: 1965-66, 1970–78, 1979–92, 2014–.
- 8 sezonów w 2. Lig: 1978-79, 1992–96, 2008–09, 2011–12, 2013–14.
- 8 sezonów w 3. Lig: 2003-08, 2009-11, 2012–13.
- 41 sezonów w Amatör Lig: 1925–59, 1996-03.

## Sezony wSüper Lig
| Sezon   | Uzyskane Miejsce |
| ------- | ---------------- |
| 1959-60 | 20               |
| 1960-61 | 19               |
| 1961-62 | 8                |
| 1962-63 | 8 w gr. białej   |
| 1963-64 | 12               |
| 1964-65 | 16 (spadek)      |
| 1966-67 | 12               |
| 1967-68 | 13               |
| 1968-69 | 14               |
| 1969-70 | 16 (spadek)      |